# Wspinaczka sportowa na Letnich Igrzyskach Olimpijskich 2024 – wspinaczka łączna kobiet
Konkurs wspinaczki łącznej kobiet podczas XXXIII Letnich Igrzysk Olimpijskich w Paryżu odbył się w dniach 6–10 sierpnia 2024. Do rywalizacji przystąpiło 20 sportowców z 13 krajów. Areną zawodów była Le Bourget Sport Climbing Venue. Mistrzynią olimpijską została Słowenka Janja Garnbret, wicemistrzynią Amerykanka Brooke Raboutou, a brąz zdobyła Austriaczka Jessica Pilz.
Był to II olimpijski konkurs wspinaczki łącznej kobiet. W przeciwieństwie do debiutu konkurencji w Tokio w 2021, gdzie wspinaczka łączna była trójbojem składającym się z wspinaczki na czas, boulderingu oraz prowadzenia, w Paryżu w 2024 była dwubojem, składającym się z boulderingu oraz prowadzenia.

## System rozgrywek
Zawody zostały rozegrane w dwóch rundach - półfinale i finale. W każdej z niej zawodnicy pokonywali 4 ściany boulderingowe oraz ścianę do prowadzenia. Za zatopowanie każdej z tras boulderingowych otrzymywało się 25 punktów, natomiast za zatopowanie trasy do prowadzenia - 100 punktów. Ostatecznym wynikiem była suma punktów uzyskanych za pokonanie każdej ze ścian.
W finale wystąpiło 8 najlepszych zawodniczek z półfinału.

## Rozgrywki

### Półfinał
| Miejsce | Zawodniczka          | Reprezentacja     | Bouldering | Bouldering | Bouldering | Bouldering | Bouldering | Prowadzenie | Wynik |
| Miejsce | Zawodniczka          | Reprezentacja     | 1          | 2          | 3          | 4          | Σ          | Prowadzenie | Wynik |
| ------- | -------------------- | ----------------- | ---------- | ---------- | ---------- | ---------- | ---------- | ----------- | ----- |
| 1       | Janja Garnbret       | Słowenia          | 25,0       | 25,0       | 24,9       | 24,7       | 99,6       | 96,1        | 195,7 |
| 2       | Jessica Pilz         | Austria           | 09,8       | 10,0       | 24,5       | 24,5       | 68,8       | 88,1        | 156,9 |
| 3       | Brooke Raboutou      | Stany Zjednoczone | 24,4       | 24,9       | 09,8       | 24,6       | 83,7       | 72,1        | 155,8 |
| 4       | Ai Mori              | Japonia           | 00,0       | 24,6       | 04,7       | 24,7       | 54,0       | 96,1        | 150,1 |
| 5       | Oriane Bertone       | Francja           | 24,9       | 24,9       | 25,0       | 09,7       | 84,5       | 45,1        | 129,6 |
| 6       | Oceana Mackenzie     | Australia         | 25,0       | 24,9       | 24,8       | 04,9       | 79,6       | 45,1        | 124,7 |
| 7       | Erin McNeice         | Wielka Brytania   | 03,0       | 24,7       | 24,9       | 03,0       | 59,6       | 64,1        | 123,7 |
| 8       | Seo Chae-hyun        | Korea Południowa  | 03,0       | 24,8       | 09,7       | 04,7       | 44,2       | 72,1        | 116,3 |
| 9       | Miho Nonaka          | Japonia           | 24,8       | 24,6       | 10,0       | 03,0       | 64,4       | 51,1        | 115,5 |
| 10      | Luo Zhilu            | Chiny             | 04,8       | 24,9       | 09,4       | 24,5       | 63,6       | 48,1        | 111,7 |
| 11      | Natalia Grossman     | Stany Zjednoczone | 09,8       | 25,0       | 09,8       | 24,6       | 69,2       | 39,1        | 108,3 |
| 12      | Camilla Moroni       | Włochy            | 03,0       | 24,5       | 10,0       | 24,5       | 64,0       | 36,1        | 100,1 |
| 13      | Zhang Yuetong        | Chiny             | 04,8       | 10,0       | 10,0       | 04,9       | 29,7       | 68,0        | 097,7 |
| 14      | Zélia Avezou         | Francja           | 04,7       | 24,7       | 10,0       | 09,9       | 49,3       | 45,1        | 094,4 |
| 15      | Jewhenija Kazbekowa  | Ukraina           | 04,9       | 24,8       | 03,0       | 04,8       | 39,5       | 45,1        | 084,6 |
| 16      | Lucia Dörffel        | Niemcy            | 03,0       | 09,7       | 09,8       | 04,7       | 29,2       | 51,1        | 080,3 |
| 17      | Mia Krampl           | Słowenia          | 04,6       | 09,9       | 09,7       | 04,2       | 28,4       | 51,1        | 079,5 |
| 18      | Laura Rogora         | Włochy            | 00,0       | 04,4       | 03,0       | 03,8       | 13,2       | 57,1        | 070,3 |
| 19      | Molly Thompson-Smith | Wielka Brytania   | 00,0       | 04,8       | 03,0       | 00,0       | 09,8       | 57,0        | 066,8 |
| 20      | Lauren Mukheibir     | Południowa Afryka | 00,0       | 00,0       | 00,0       | 00,0       | 00,0       | 04,1        | 004,1 |

### Finał
| Miejsce | Zawodniczka      | Reprezentacja     | Bouldering | Bouldering | Bouldering | Bouldering | Bouldering | Prowadzenie | Wynik |
| Miejsce | Zawodniczka      | Reprezentacja     | 1          | 2          | 3          | 4          | Σ          | Prowadzenie | Wynik |
| ------- | ---------------- | ----------------- | ---------- | ---------- | ---------- | ---------- | ---------- | ----------- | ----- |
| złoto   | Janja Garnbret   | Słowenia          | 25,0       | 24,8       | 25,0       | 09,6       | 84,4       | 84,1        | 168,5 |
| srebro  | Brooke Raboutou  | Stany Zjednoczone | 24,7       | 24,8       | 24,9       | 09,6       | 84,0       | 72,0        | 156,0 |
| brąz    | Jessica Pilz     | Austria           | 24,9       | 24,6       | 05,0       | 04,8       | 59,3       | 88,1        | 147,4 |
| 4       | Ai Mori          | Japonia           | 00,0       | 09,7       | 24,8       | 04,5       | 39,0       | 96,1        | 135,1 |
| 5       | Erin McNeice     | Wielka Brytania   | 24,9       | 25,0       | 00,0       | 09,6       | 59,5       | 68,1        | 127,6 |
| 6       | Seo Chae-hyun    | Korea Południowa  | 09,5       | 04,8       | 04,8       | 09,8       | 28,9       | 76,0        | 104,9 |
| 7       | Oceana Mackenzie | Australia         | 25,0       | 24,8       | 04,9       | 05,0       | 59,7       | 45,1        | 104,8 |
| 8       | Oriane Bertone   | Francja           | 25,0       | 24,9       | 00,0       | 09,6       | 59,5       | 45,0        | 104,5 |